# Charles Bossut

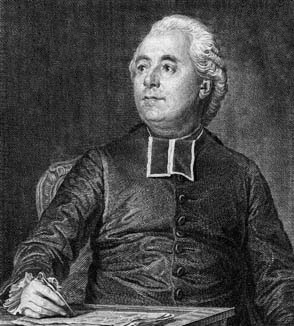
Charles Bossut

Charles Bossut (ur. 11 sierpnia 1730 w Tartaras (Rive-de-Gier), zm. 14 stycznia 1814 w Paryżu) - francuski matematyk. Profesor École royale du génie de Mézières, egzaminator w École polytechnique, autor popularnych podręczników.